# 一條家經
一條家經（1248年12月22日—1294年1月8日），日本鐮倉時代公卿，他是攝關從一位一條實經長子。
正嘉元年（1257年）11月10日敍任從三位，正嘉3年（1259年）叙任正三位・權中納言、同年中昇叙從二位。弘長2年（1262年）叙任正二位・権大納言。
文永4年（1267年）任内大臣，文永5年12月（1269年1月）任右大臣，文永6年（1269年）升至左大臣。文永11年任後宇多天皇的攝政，翌年辭職，永仁元年12月（1294年1月）去世，享年46歲。